# Сурхан-Дарьинский округ
Сурхан-Дарьинский округ — административно-территориальная единица Узбекской ССР, существовавшая в 1926—1930 и 1935—1941 годах.

## Округ в 1926—1930 годах
Сурхан-Дарьинский округ был образован в 1926 году. Центром округа был назначен город Термез.
По данным на 1929 год округ был разделён на 6 районов: Байсун, Динау, Джар-Курган, Патта-Гиссар, Сары-Ассия, Ширабад.
30 июля 1930 Сурхан-Дарьинский округ, как и большинство остальных округов СССР, был упразднён. Его районы отошли в прямое подчинение Узбекской ССР.
Население округа в 1926 году составляло 202,2 тыс. человек. Из них узбеки — 72,0 %; таджики — 19,0 %; русские — 3,5 %; туркмены — 2,7 %.

## Округ в 1935—1941 годах
Повторно Сурхан-Дарьинский округ был образован 17 апреля 1935 года для удобства управления отдалёнными районами Узбекской ССР в составе Термезского, Джар-Курганского, Шурчинского, Денауского, Сары-Ассийского, Ширабадского и Байсунского районов. В 1938 году в этом же составе был включён в состав Бухарской области.
6 марта 1941 года округ был преобразован в Сурхан-Дарьинскую область.
Согласно переписи населения 1939 года, в округе проживало 315,2 тыс. чел.